# Cráter de Kärdla

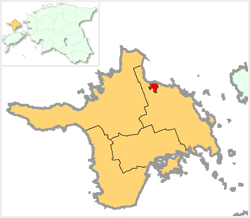
Kärdla

Kärdla es un cráter meteórico, cerca de la ciudad de Kärdla en el condado de Hiiu, Estonia.
Es de unos 4 km de diámetro, y su edad se estima en 455 millones de años (Ordovícico Superior). El cráter no está expuesto en la superficie.
Su formación se ha asociado a fragmentos de un asteroide de unos 100 km, que podría haber dado lugar también a los cráteres de Tvären y Lockne en Suecia, entre otros.